# ジャスティン・ジャクソン
ジャスティン・アーロン・ジャクソン（Justin Aaron Jackson  ,  1995年3月28日 - ）は、アメリカ合衆国・テキサス州ヒューストン出身のバスケットボール選手。NBAのフェニックス・サンズに所属している。ポジションはスモールフォワード。

## 経歴
テキサス州ヒューストンの高校時代に全米級に逸材として鳴らし、2014年のマクドナルド・オール・アメリカンゲームではジャーリール・オカフォーと共にMVPを受賞。大学進学の際には、オクラホマ大学、テキサス大学、テキサスA&M大学、ベイラー大学、メリーランド大学、オクラホマ州立大学、ワシントン大学、ジョージタウン大学、バージニア大学、ノースカロライナ州立大学、バージニア工科大学、オハイオ州立大学といった有力校からの誘いを受け、最終的にノースカロライナ大学に進学。1年生時の2014-15シーズンにACCのフレッシュマン賞を受賞。3年生時の2016-17シーズンにはACCの最優秀選手と1stチーム選出に加え、NCAAトーナメントで優勝を経験した。
ジャクソンは4年生でのプレーはせずに2017年のNBAドラフトへのアーリーエントリーを表明。全体15位でポートランド・トレイルブレイザーズから指名された後に権利がサクラメント・キングスに移動。2017-18シーズン開幕戦のヒューストン・ロケッツ戦でNBAデビューを飾った。